# Rolf Schmidt
Rolf Schmidt (Berlín Occidental, 31 de octubre de 1963) es un deportista alemán que compitió para la RFA en vela en la clase 470.
Ganó dos medallas de oro en el Campeonato Mundial de 470, en los años 1990 y 1991, y dos medallas en el Campeonato Europeo de 470, plata en 1989 y bronce en 1991. Participó en los Juegos Olímpicos de Barcelona 1992, ocupando el octavo lugar en la clase 470.

## Palmarés internacional
| \| Representando a la RFA \| \| \| \| \| Campeonato Mundial \| \| \| \| \| Año \| Lugar \| Medalla \| Clase \| \| 1990 \| Medemblik (Países Bajos) \| Medalla de oro \| 470 \| \| Campeonato Europeo \| \| \| \| \| Año \| Lugar \| Medalla \| Clase \| \| 1989 \| Balatonfüred (Hungría) \| Medalla de plata \| 470 \| \| Representando a Alemania \| \| \| \| \| Campeonato Mundial \| \| \| \| \| Año \| Lugar \| Medalla \| Clase \| \| 1991 \| Brisbane (Australia) \| Medalla de oro \| 470 \| \| Campeonato Europeo \| \| \| \| \| Año \| Lugar \| Medalla \| Clase \| \| 1991 \| Bergen (Noruega) \| Medalla de bronce \| 470 \| |                          |                   |       |
| Representando a la RFA |                          |                   |       |
| Campeonato Mundial |                          |                   |       |
| Año | Lugar                    | Medalla           | Clase |
| 1990 | Medemblik (Países Bajos) | Medalla de oro    | 470   |
| Campeonato Europeo |                          |                   |       |
| Año | Lugar                    | Medalla           | Clase |
| 1989 | Balatonfüred (Hungría)   | Medalla de plata  | 470   |
| Representando a Alemania |                          |                   |       |
| Campeonato Mundial |                          |                   |       |
| Año | Lugar                    | Medalla           | Clase |
| 1991 | Brisbane (Australia)     | Medalla de oro    | 470   |
| Campeonato Europeo |                          |                   |       |
| Año | Lugar                    | Medalla           | Clase |
| 1991 | Bergen (Noruega)         | Medalla de bronce | 470   |